# اهریمن (فیلم ۱۹۷۸)
اهریمن (انگلیسی: The Demon) فیلمی در ژانر درام است که در سال ۱۹۷۸ منتشر شد. از بازیگران آن می‌توان به کن اوگاتا و شیما ایواشیتا اشاره کرد.